# Месопотамия – следи в пясъка
„Месопотамия – следи в пясъка“ е български документален филм на режисьора Стилиян Иванов от 2010 г.
Оператор на филма е Мирослав Евдосиев, музика е на Георги Стрезов и продуцент е Деян Ив. Неделчев. Филмът е продуциран от „Додо филм“.
Филмът е реализиран с помощта на посолството на Сирийска арабска република в България.

## Сюжет
Преди 5000 години хората в Месопотамия имали средната представа за себеси: „Ние сме човешки същества и обитаваме цивилизован свят, но сме заобиколени от варвари с кучешки разум и маймунски физиономии, които не познават земеделието, готвенето, възпитаното хранене, лишени от задръжки и нямат респект към боговете“.